# Svend Thrugotsen
Svend Thrugotsen eller Thorgunnesen (død omkring 1086) var søn af Thorgaut Ulfsson (1032-) og Thorgunn (1036-). Formentlig oprindeligt kaldt Thorkild.
Svend og broderen Astrad var ifølge Knytlinga Saga Knud den Helliges hirdmænd. De ledsagede ham, da et oprør i Jylland brød ud og forsvarede ham under kampen i St. Albani Kirke i Odense. Senere blev Svend gennem sin søster Bodil svoger til kong Erik Ejegod.
Han var far til ærkebiskop Asser, Svend, biskop i
Viborg, Christiern og Agge og stamfar til slægten Thrugotsønnerne, som bl.a. også talte ærkebiskop Eskil (Svends sønnesøn) og historikeren Svend Aggesen (Svends oldebarn og Eskilds nevø).